# Серебренников, Фёдор Павлович
Серебренников Федор Павлович (1891—1918) — революционер, большевик, борец за установление Советской власти в Сибири.

## Биография

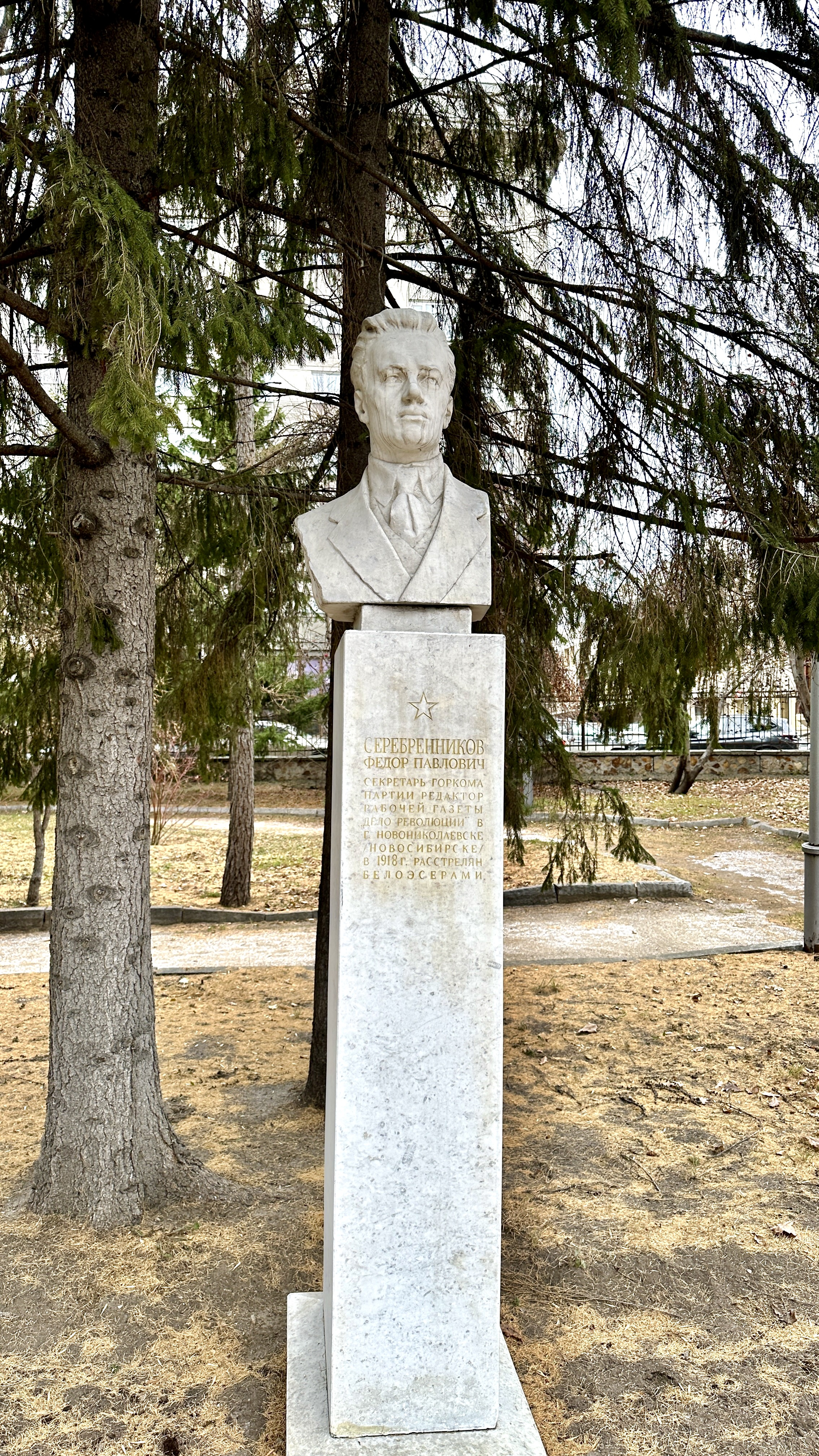
Бюст в Новосибирске

Родился в 1891 году, член РСДРП с 1915 года. После Февральской революции 1917 года вошёл в состав Новониколаевского городского комитета партии. В октябре того же года участвовал в выпуске первого номера газеты «Рабочий». После установления в городе Советской власти, был избран в состав совета рабочих, крестьянских и солдатских депутатов, затем назначен комиссаром продовольственной комиссии. С января 1918 года — ответственный секретарь газеты «Дело революции».
Расстрелян в 1918 году при мятеже чешского корпуса.

## Память
22 января 1920 года тело Серебренникова перезахоронено в Сквер Героев Революции в центре Новосибирска. На могиле установлен бюст.
Также в Новосибирске есть улица, названная в его честь — Серебренниковская.